# Adalbert Stifter
Adalbert Stifter (počeštěně také Vojtěch Stifter, 23. října 1805, Horní Planá – 28. ledna 1868, Linec) byl česko-rakouský spisovatel, malíř a pedagog. Patří k nejvýznamnějším představitelům biedermeieru. Je dodnes aktuální svou kritikou nesnášenlivosti mezi národy a svým vztahem k šumavské přírodě. Šumava i rodné město, v němž prožil své dětství, se staly dějištěm mnoha jeho prací. Jeho literární dílo patří bohatstvím svých obrazů, svými plastickými líčeními krajiny a přírody, jakož i vysokými morálními nároky a filozofickým záměrem jím vyprávěných příběhů ke skvostům německy psané literatury. Význačné místo zaujímá také Stifterova činnost malířská. 

## Život

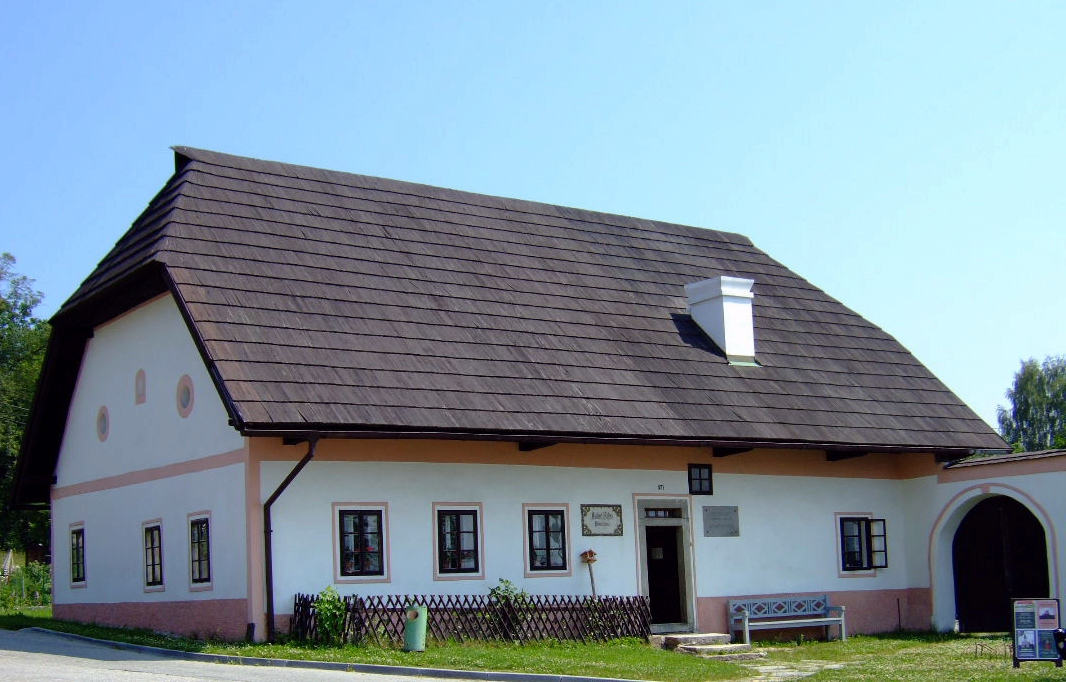
Rodný dům Adalberta Stiftera v Horní Plané

Adalbert Stifter se narodil 23. října 1805 jako nejstarší syn tkalce a obchodníka s plátnem Johanna Stiftera a jeho ženy Magdaleny z řeznického rodu v Horní Plané nad Vltavou (Šumava), v tamním kostele sv. Marie Magdalény byl pokřtěn jmény Albert August. Poté, co otec v roce 1817 zahynul při nehodě pod formanským vozem, vychovávala jej matka. Prací v hospodářství svého dědečka z otcovy strany Augustina Stiftera pomáhal zlepšovat rodinné poměry. Smrt otce Adalbertem natolik otřásla, že ji odmítal přijmout jako fakt a dva dny držel hladovku. V roce 1818 ho poslal dědeček z matčiny strany Franz Friepes proti jeho vůli na latinskou školu. V roce 1820 se jeho matka podruhé vdala, za hornoplánského pekaře Ferdinanda Mayera. 
Obecnou školu navštěvoval v Horní Plané, odkud byl na základě vynikajících výsledků doporučen na gymnázium. Studoval v letech 1817–1826 na latinském akademickém gymnáziu v klášteře benediktinů v Kremsmünsteru, pod vedením patera Placida Halla. V tomto prostředí, které později popsal jako nejkrásnější období svého života, se rozvinul jeho silný cit pro přírodu, literaturu i umění. Už v té době maloval a zkoušel psát básně.  V latinské škole byl nazýván „Stifter Adalbertus, Bohemus Oberplanensis“ v překladu: "Adalbert Stifter Čech Hornoplanský". V roce 1825 Stifter prodělal pravé neštovice. Školu ukončil s vynikajícími výsledky. Pokračoval na Vídeňské univerzitě studiem práv. Zajímal se o fyziku, jazyky a filosofii. Studium si financoval jako soukromý učitel. Měl výrazné pedagogické nadání, avšak nikdy nehledal stálé učitelské místo. Díky této práci také poznal svou první lásku, Fanny Greipelovou (1809-1839) z rodiny bohatého obchodníka ve Frymburku. Její rodiče vztahu bránili pro Stifterovu povahu, vrozenou letargii a neschopnost nalézt stálé perspektivní zaměstnání. Nešťastný vztah a nezájem o studium v roce 1830 vedly k opuštění vídeňské univerzity. Živil se jako domácí učitel, psal a maloval. Jeho první známý obraz je Frymburk se zříceninou Vítkova hrádku.  V roce 1830 mu vyšlo v časopise Österreichischen Bürgerblatt für Verstand, Herz und gute Laune (Rakouský občanský list pro rozum, srdce a dobrou náladu) osm básní pod pseudonymem Ostade jako poselství pro Fanny.   Obrazy a kresby vystavoval na akcích rakouslké císařské akademie. Během vídeňského období   se od realisticky popisných krajin biedermaierovského stylu propracoval k progresivnímu raně impresionistickému výrazu. 

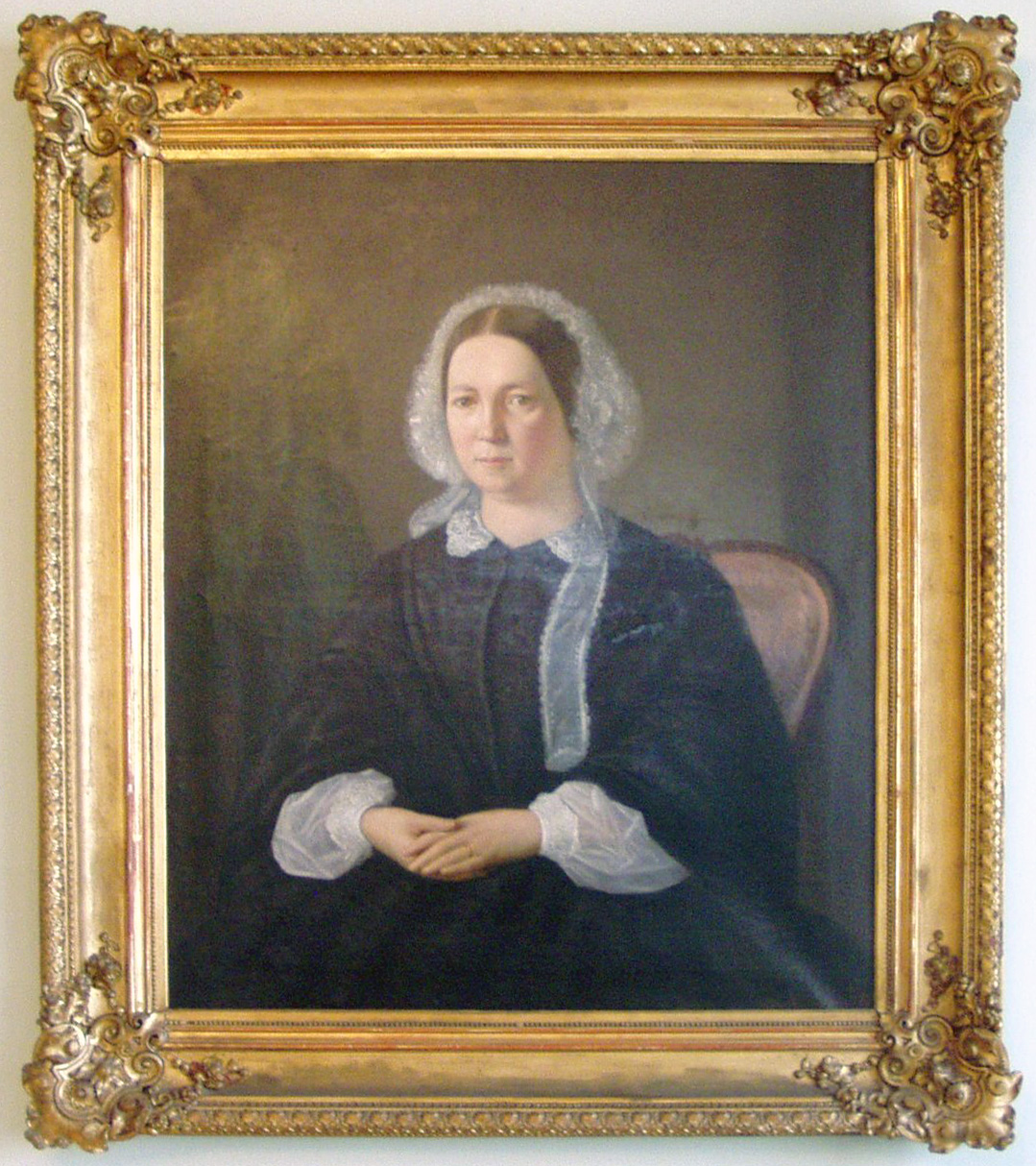
Manželka Amálie, rozená Mohauptová (1811-1883)

Neúspěšně se pokoušel získat trvalé místo jako učitel. V roce 1832 Stifter poprvé potkal Amálii Mohauptovou, dceru důstojníka z Kyjova na Moravě.  Po svatbě s Amálií (která se vyučila modistkou) v roce 1837 zůstal pár bezdětný, což Stifter těžce nesl. Oba se ujali péče o Amáliinu neteř Julianu. I s rodinou Stifter rád cestoval, po Šumavě, do své rodné vsi, do Mnichova a do Lince. V letech 1833 až 1848 se živil částečně jako malíř, částečně jako spisovatel. Inspirován Goethem, Herderem a Jeanem Paulem psal do časopisů první povídky.  V roce 1839 vytvořil své první významné obrazy, Pohled na vídeňské předměstské domy a Pohled na Beatrixgasse a zříceninu Wittinghausenu. O rok později vyšly povídky Kondor a Ves na pláňce (Das Haidedorf). V roce 1841 následovaly další povídky v almanachu Iris.   Od roku 1841 opět pracoval jako domácí učitel.  V letech 1843 až 1846 například na zámku Kynžvart učil Richarda, syna rakouského kancléře Klemense Václava Metternicha. 
V roce 1842 vyšla povídka Abdiáš, která Stifterovi přinesla literární úspěch a finanční nezávislost. Velkou oblibu si získala i povídka Hvozd (Der Hochwald) z prostředí šumavské přírody. V letech 1840–1850 vyšlo v časopisech celkem 24 jeho povídek, z nichž většina byla vydána v šesti svazcích  pod názvem Studie. Stifter postupně získával přístup k významným lidem, mezi nimi zvláště k Andreasi Baumgartnerovi, profesoru fyziky a pozdějšímu ministrovi, který se stal jeho přítelem. 
| (...) Zralé a harmonické umění tohoto žáka a následovníka Goethova, jenž dovedl odolati všem svodům mladoněmecké časovosti a tendence, vzbudilo již podiv a lásku Nietzscheovu, a velký stylista zařadil jeho prózu mezi řídké ukázky slohové schopnosti německé; nic mu při tom nevadil klasický idylismus laskavého rakouského pedagoga, nic jeho konzervativnost obracející se v klidném soustředění od měnivých forem kvapícího života společenského k stálému trvání přírody, již Stifter nejraději pozoroval a zachycoval na českých i rakouských svazích šumavských. (...) |
| Arne Novák, Obnovení Adalberta Stiftera, in: Lidové noviny 33, 1925, č. 478, 24. 9., s. 7 |

Revoluční rok 1848 Stiftera silně zasáhl myšlenkami rovnosti a svobody. Později byl zklamán, stáhl se do ústraní a do konce života zůstal konzervativní. Přestěhoval se do Lince a v roce 1850 se stal hornorakouským školním inspektorem s titulem c. a k. školní rada a s ročním příjmem 1500 zlatých. V té době působil též jako konzervátor Centrální komise pro výzkum a zachování kulturních památek pro Horní Rakousko. Roku 1852 dosáhl restaurování cenného pozdně gotického oltáře v Kefermarktu a následně dalších chrámových památek. 
Povídky z tohoto období ostře kritizoval německý dramatik a básník Friedrich Hebbel a také rakouský spisovatel Hugo von Hofmannsthal, kteří Stifterovi vytýkali rozvláčnost, neživotnost postav a příliš zdůrazňovanou morálku. Naopak ho velice oceňoval německý filozof Friedrich Nietzsche. Stifterovy příběhy si obzvláště oblíbila rakouská císařovna Alžběta. V jeho díle se objevují přírodní motivy. Roku 1853 byly  vydány dva svazky povídek pod názvem Pestré kameny, z nichž velkou čtenářskou oblibu zaznamenala povídka Horský křišťál (Bergkristall). V roce 1857 vyšel román Pozdní léto (Der Nachsommer), jedno z jeho vrcholných děl. Tento román bývá připodobňován k románu „Viléma Meistera léta učednická“, který napsal Johann Wolfgang von Goethe už více než před půlstoletím. 
Malířská tvorba po roce 1848 je charakterizována  alegorizovanou symbolikou při zachování věrnosti detailům. Příkladem jsou obrazy Pohyb, Jasnost, Zřícenina řeckého templu, Minulost. 
V roce 1858 zemřela Stifterova matka, o rok později tragicky zemřela schovanka Juliana. Jeho zdravotní stav se na konci 50. let 19. století neustále zhoršoval. Často se léčil v nedalekých lázních Kirchschlag u Lince a koncem roku  1865 odešel do důchodu.  Věnoval se   své literární tvorbě, malířství a péči o rostliny, zvláště o sbírku kaktusů.  Stifter pracoval na historickém románu Vítek (Witiko) o Vítkovi z Prčice († 1194), zakladateli jihočeského rodu Vítkovců, jehož tři díly postupně vyšly během šedesátých let 19. století. Je poselstvím o možném soužití Čechů a Němců, rozvíjí v něm představu evropské pospolitosti.  Na podzim 1867 naposledy  navštívil své rodiště. 
Stifter trpěl cirhózou jater, jejíž příznaky se stále zhoršovaly. Na radu lékařů několikrát  absolvoval léčebný pobyt v  Karlových Varech. V depresi si  26. ledna 1868 na nemocničním lůžku břitvou podřezal krční tepnu; zemřel o dva dny později. V úmrtním listě není uvedeno, že spáchal sebevraždu, protože jako sebevrah by v té době nemohl být pohřben „v posvěcené půdě“. Je pohřben na hřbitově sv. Barbory v Linci.

## Literární díla

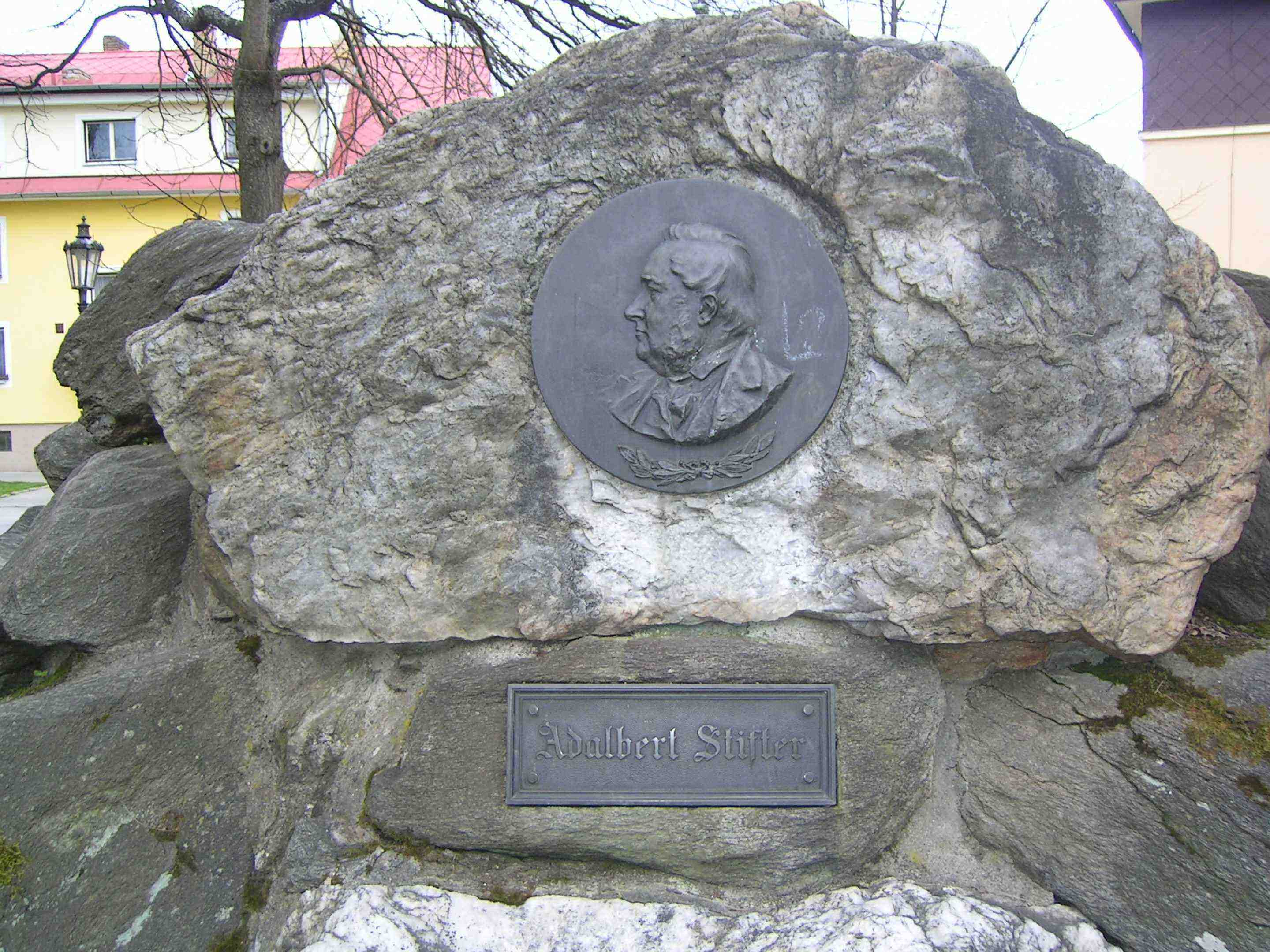
Pamětní deska Adalberta Stiftera v Frymburku

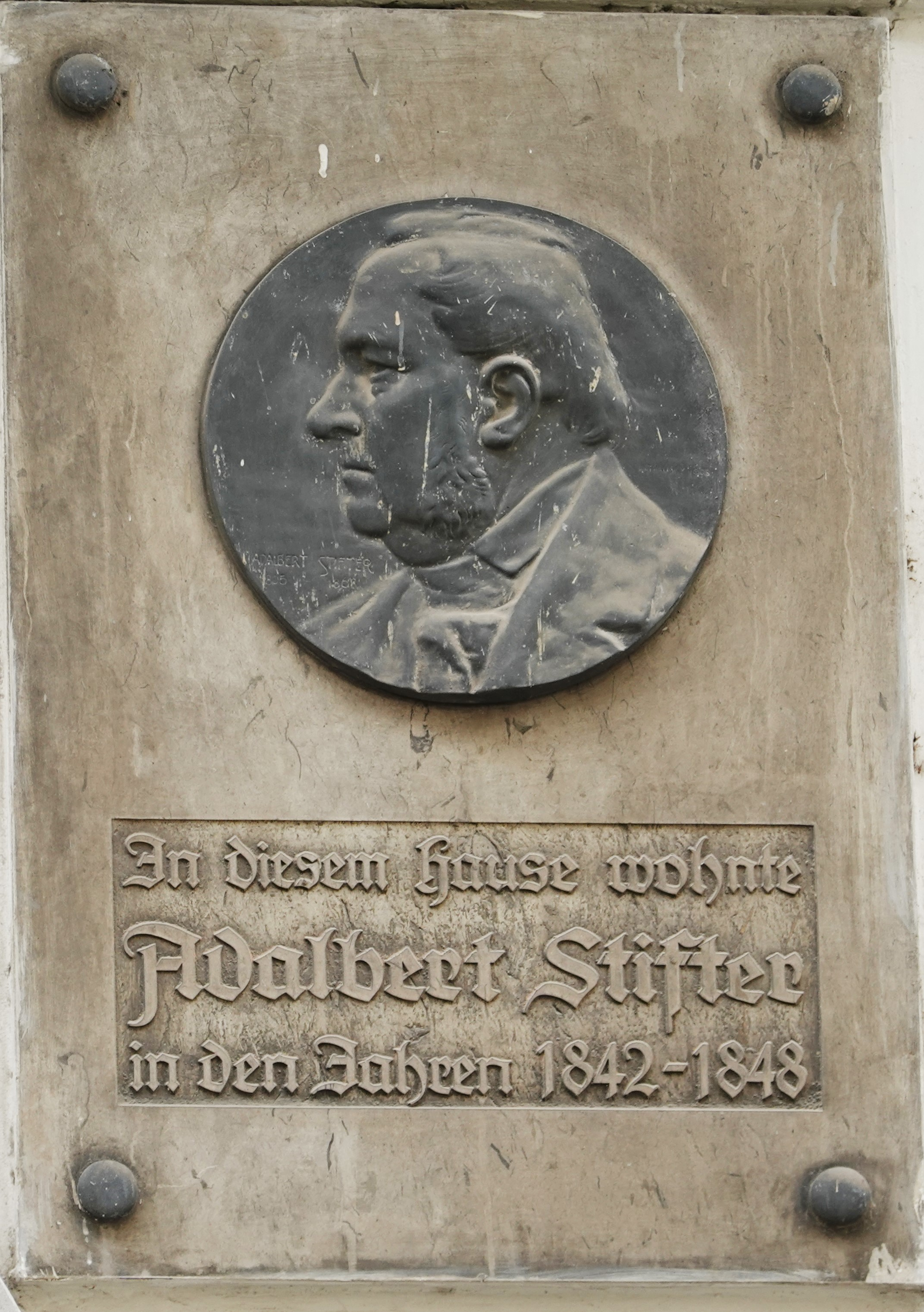
Pamětní deska Adalberta Stiftera ve Vídni

Poznámka: výběr Stifterových děl dostupných v českém překladu (rok v závorce = první vydání originálu)
- Hrad bláznů (1844)
- Studie (6 svazků – 1842–1845)
  - Das Haidedorf (1840)
  - Hvozd (1841)
  - Abdiáš (1842)
  - Brigita (1844)
  - Starý mládenec (1845)
  - Lesní pěšina (1845)
- Popsaná jedlička (1846)
- Lesní poutník (1847)
- Horský křišťál (z cyklu povídek Pestré kameny)
- Pozdní léto (1857)
- Z kroniky našeho rodu (1864)
- Potomci (1864)
- Vítek (3 svazky – 1865–1867)
- Povídky (1869)
- Polní květiny

## Ocenění
Za zásluhy o literaturu, památky a příkladné postoje ve vztazích mezi českým a německým obyvatelstvem zemí Koruny české byl vyznamenán:
- zlatou rakouskou medailí pro umění a kulturu
- rytířským Řádem železné koruny císaře Františka Josefa I. (1854)
- sasko-výmarským rytířským Řádem bílého sokola (1867)

## Pomníky

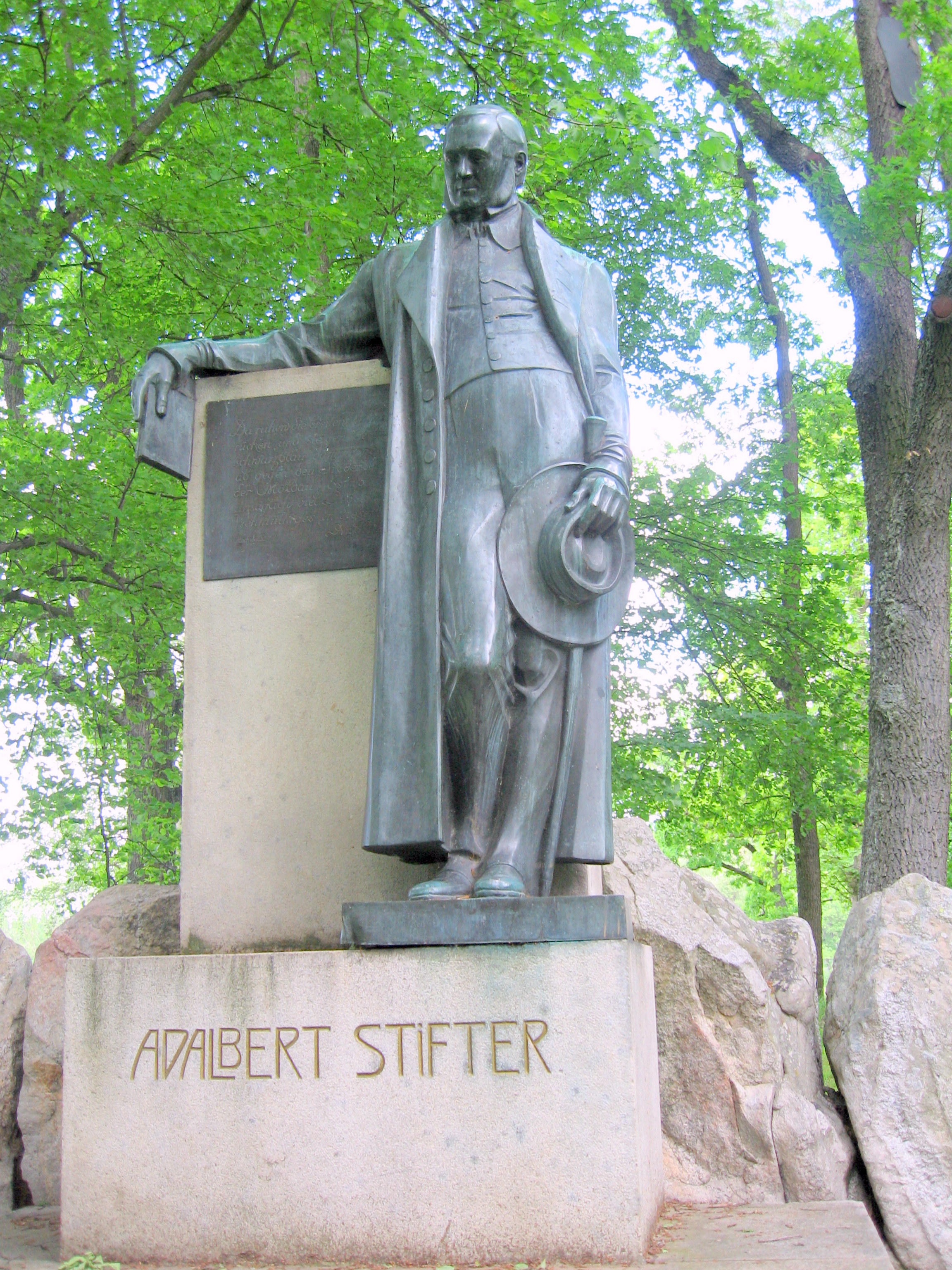
Karl Wilfert mladší: Stifterova socha v Horní Plané (1905)

- Stifterův památník – žulový obelisk na skále nad Plešným jezerem podle návrhu architekta Heinricha von Ferstela, na schwarzenberském pozemku za finančního přispění Vojtěcha Lanny mladšího; výška 15,1 metru; miniatura téhož obelisku stojí na Stifterově hrobě na Svatobarborském hřbitově v Linci
- Bronzové sochy spisovatele v Linci, ve Vídni a v Horní Plané (autor Karl Wilfert)
- Pamětní desky: na rodném domě v Plané, ve Vídni na dvou domech: v Beatrixgasse (bydlel 1837-1839) a v nárožním domě Graben/Seitenstettengasse 2 (1842-1848)

## Paměťové instituce
- Stifterův rodný dům - muzeum v Horní Plané
- Regionální muzeum v Českém Krumlově[8], spravuje rozsáhlou knihovnu všech vydání a jazykových mutací Stifterových děl
- Nadace Adalbert Stifter Verein v Linci, nadace pro podporu česko-německého porozumění.
- Stifterův dům, muzeum a Hornorakouský institut v Linci [9]
- Bavorský sudetoněmecký nacionalistický Witikobund v Mnichově